# FC Nordsjælland (femenino)
El Football Club Nordsjælland es un club de fútbol femenino danés con sede en Farum. Fue fundado en 2017 y actualmente juega en la Elitedivisionen, máxima categoría del fútbol femenino en Dinamarca. Juega como local en el estadio Farum Park, con una capacidad de 10.300 espectadores. El club es la sección femenina del FC Nordsjælland.

## Historia
El club es la sección femenina del FC Nordsjælland, el primer club de la Superliga que ha optado por apostar al 100% por el fútbol femenino tanto a nivel estratégico como estructural y económico. Esto significa que las jugadoras femeninas tienen las mismas condiciones que los jugadores masculinos.
En el verano de 2019, el club ascendió a las mejores filas femeninas del país, la Elitedivisionen, tras cuatro ascensos seguidos. Ya en la primera temporada en la máxima categoría, el equipo aseguró el tercer lugar y en el mismo año se convirtió en el ganador de la Copa de Dinamarca 2019-20.
El club se ha puesto como objetivo participar en la Liga de Campeones antes de 2023.

## Palmarés
| Competición nacional | Títulos | Subcampeonatos | Años campeón     | Años subcampeón |
| -------------------- | ------- | -------------- | ---------------- | --------------- |
| Elitedivisionen      | 1       | -              | 2024             | -               |
| Copa de Dinamarca    | 3       | -              | 2020, 2023, 2024 | -               |